# Estat d'Haití
L'Estat d'Haití (en francès, État d'Haïti) és el nom que designa a l'antic país que va existir al nord d'Haití que fou creat a la caiguda del Primer Imperi d'Haití després de l'assassinat de l'emperador Jacques I el 17 d'octubre de 1806. L'estat d'Haití fou instituït per Henri Christophe que es va proclamar al principi com Cap Provisional del Govern d'Haití, però el 27 de gener de 1807 el Senat despullà dels seus càrrecs a Christophe i, al·legant que no havia jurat la Presidència de la República, va procedir a elegir com a Primer Ministre de la República a Petión. El 17 de febrer de 1807 Christope, que seguia controlant el nord del país, va passar a designar-se President de l'Estat d'Haití mentre Alexandre Pétion era el president de la República d'Haití, que estava al sud de l'illa. La Constitució de 1807 de l'Estat d'Haití establia la condició vitalícia del president i que aquest tenia la facultat de designar el seu successor.
El 28 de març de 1811 el President Henry Christophe es va proclamar rei Henry I dissolent l'Estat d'Haití i va crear el Regne d'Haití.